# Cucina zimbabwese

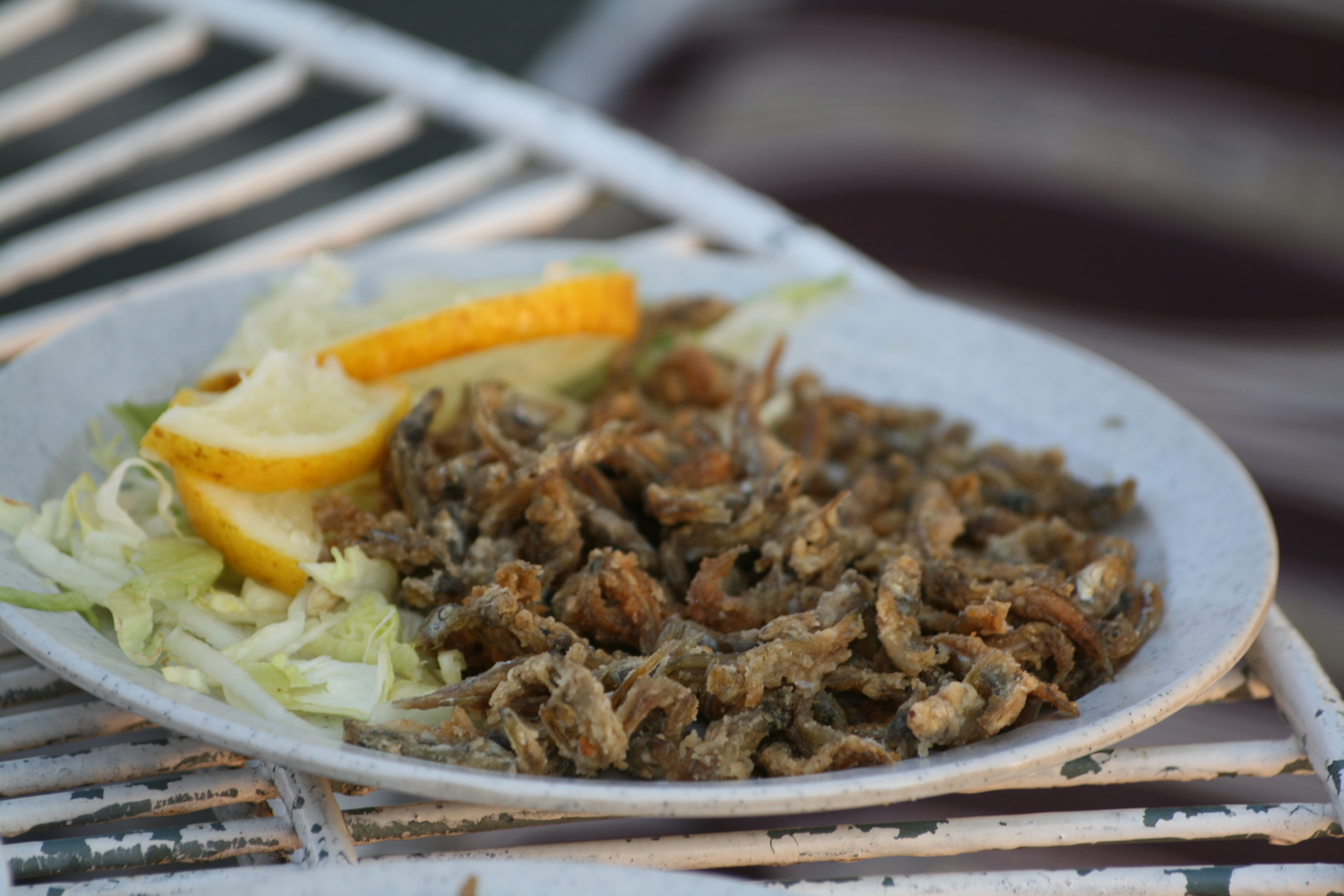
Kapenta fritta, lago Kariba

La cucina zimbabwese comprende i cibi e le pratiche culinarie dello Zimbabwe. Essa è il risultato delle cultura gastronomica del popolo Shona e del popolo Ndebele, ma risente anche di influenze della cucina europea. Uno degli alimenti più popolari nel Paese è il sadza, realizzato con amido di mais; quest'ultimo è chiamato mapfu dagli Shona e impuphu dagli Ndebele. Si tratta di un alimento di base, versatile, che può essere consumato con il tè per colazione, oppure anche a pranzo o a cena, dove fa spesso da accompagnamento a carne, verdure (spinaci, cavolo, verza) o fagioli; assieme al sadza può anche essere consumato un tradizionale latte acido che prende il nome di mukaka wakakora. Sempre a base di farina di mais, ma leggermente diverso dal sadza, è il bota, che può essere insaporito da del burro di arachidi.
Poiché lo Zimbabwe è uno Stato senza sbocco al mare, i prodotti a base di pesce sono poco diffusi. Ciononostante, vengono consumati alcuni pesci d'acqua dolce che possono essere pescati nei laghi (come il lago Kariba) o nei fiumi locali; uno di essi è la Limnothrissa miodon, detta anche "sardina del Tanganica"), piccolo pesce apprezzato e conosciuto in molti Paesi dell'Africa orientale con il nome di kapenta; più facilmente pescabile durante la stagione delle piogge, la kapenta può essere congelata, salata o essiccata al sole; consumata in genere dopo frittura o accompagnata al sadza, la kapenta non è venduta nei supermercati zimbabwensi, ma è frequentemente presente nei luoghi vicini ai laghi.
Gli Afrikaner, ossia i coloni europei in Africa, hanno lasciato un'impronta gastronomica nello Zimbabwe: di origine europea, infatti, sono il biltong (carne di manzo essiccata e tagliata a pezzetti) e il boerewors, una salsiccia di manzo speziata. Tipico di Zimbabwe, Zambia e Botswana è il consumo del cosiddetto "verme mopani" (Gonimbrasia belina), che dopo bollitura vengono serviti con il sadza e con varie verdure.
La birra nazionale dello Zimbabwe, nonché la più famosa, è la Lager Zambezi.

## Galleria d'immagini

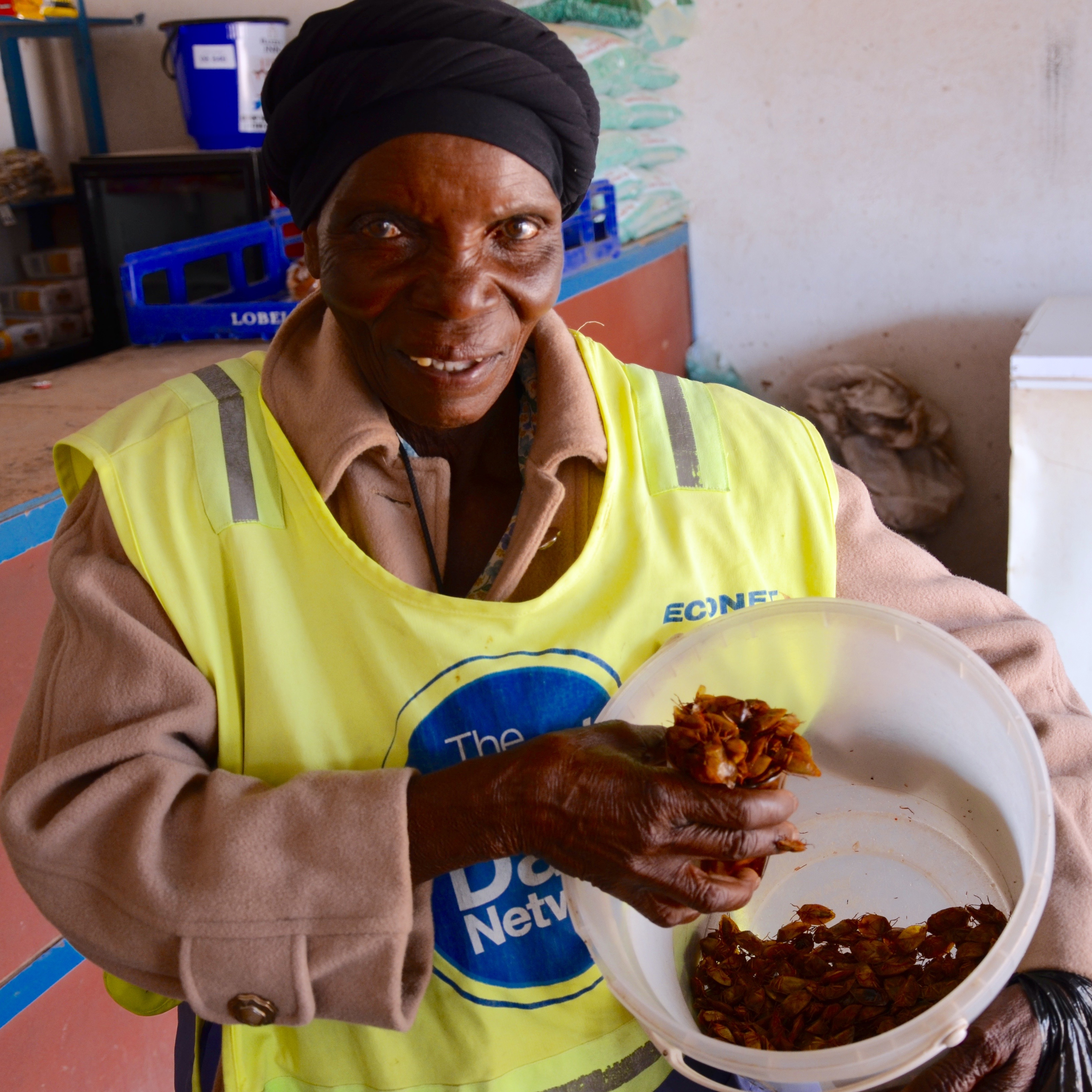
Venditrice di scarafaggi a Masvingo
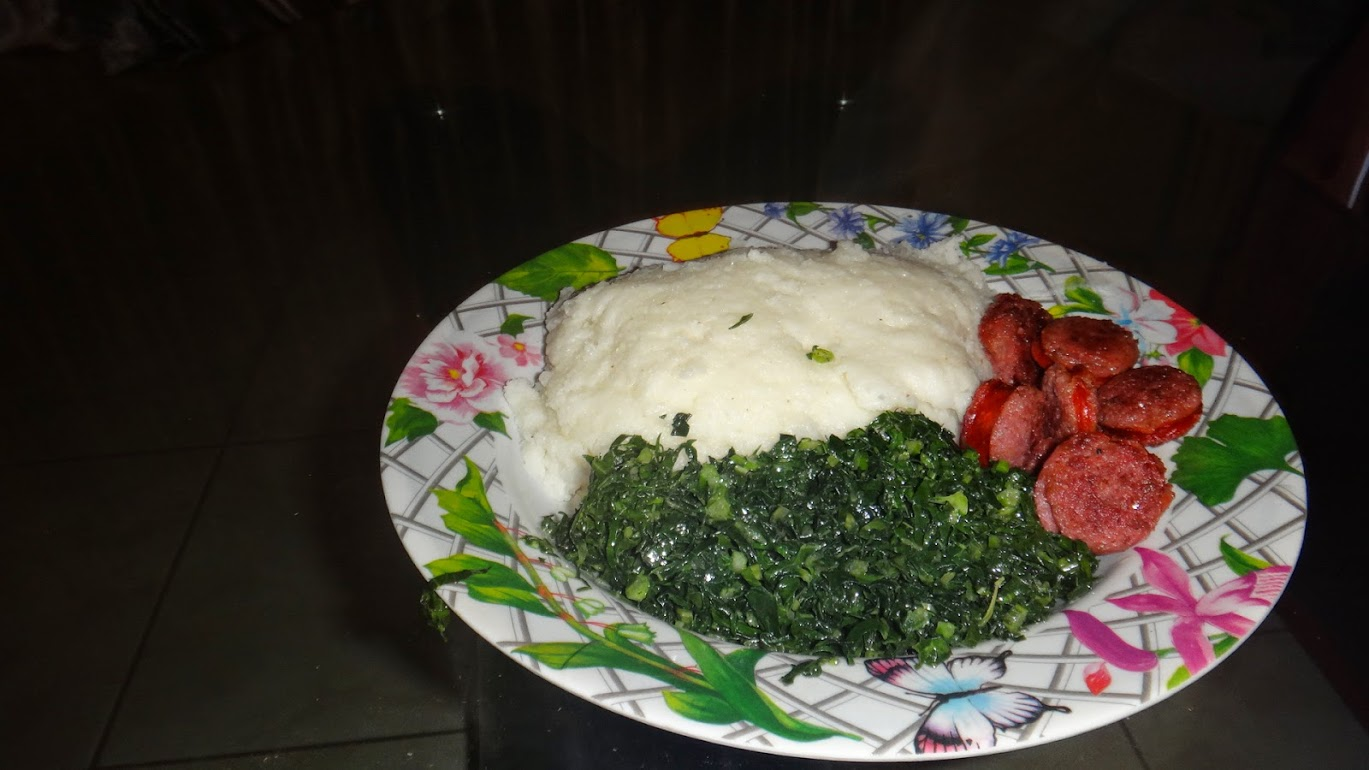
Piatto tipico zimbabwese: sadza, salsiccia e verdure
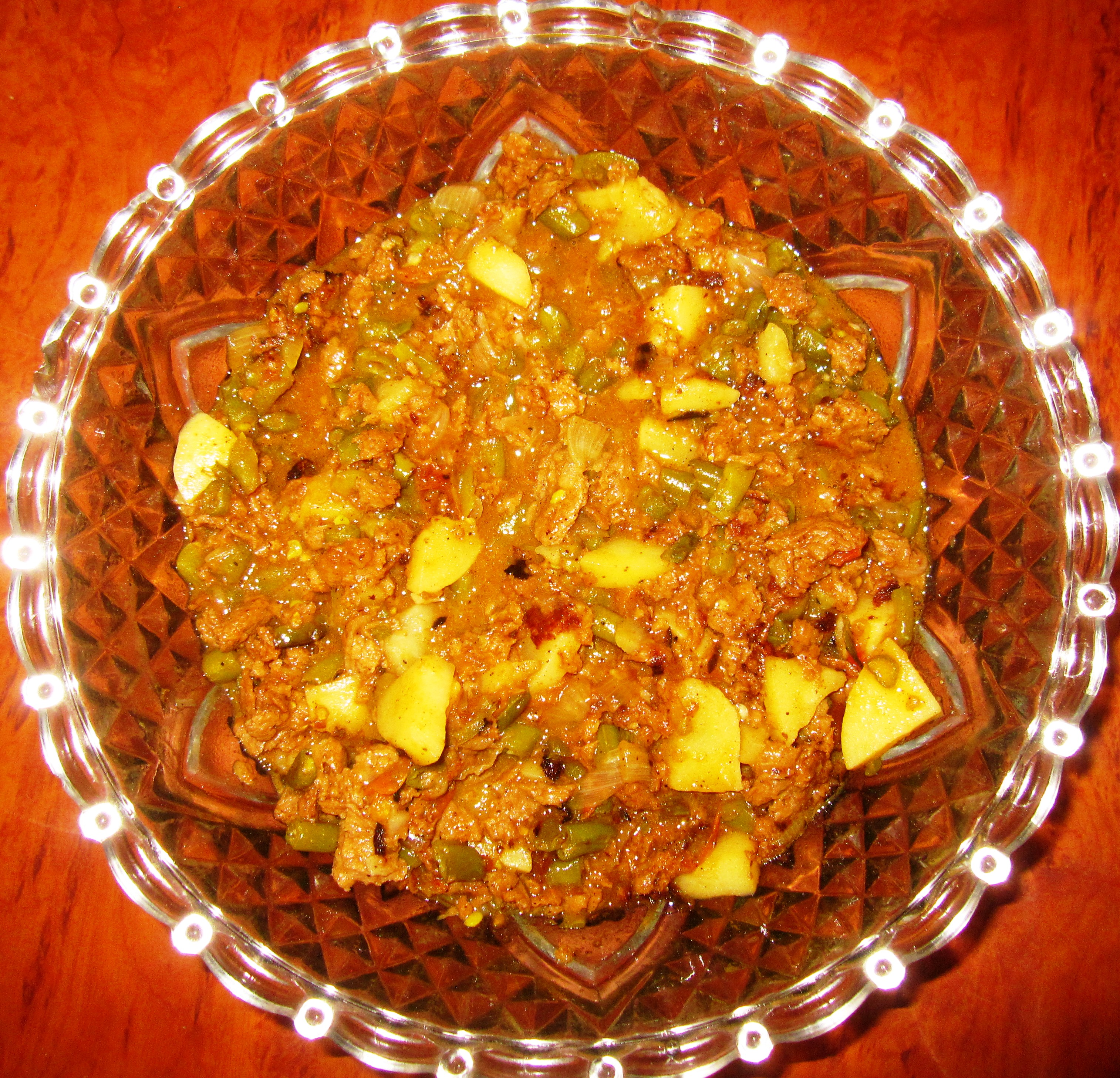
Stufato di carne con l'aggiunta di soia, patate, fagioli verdi, pepe, cipolla e pomodoro
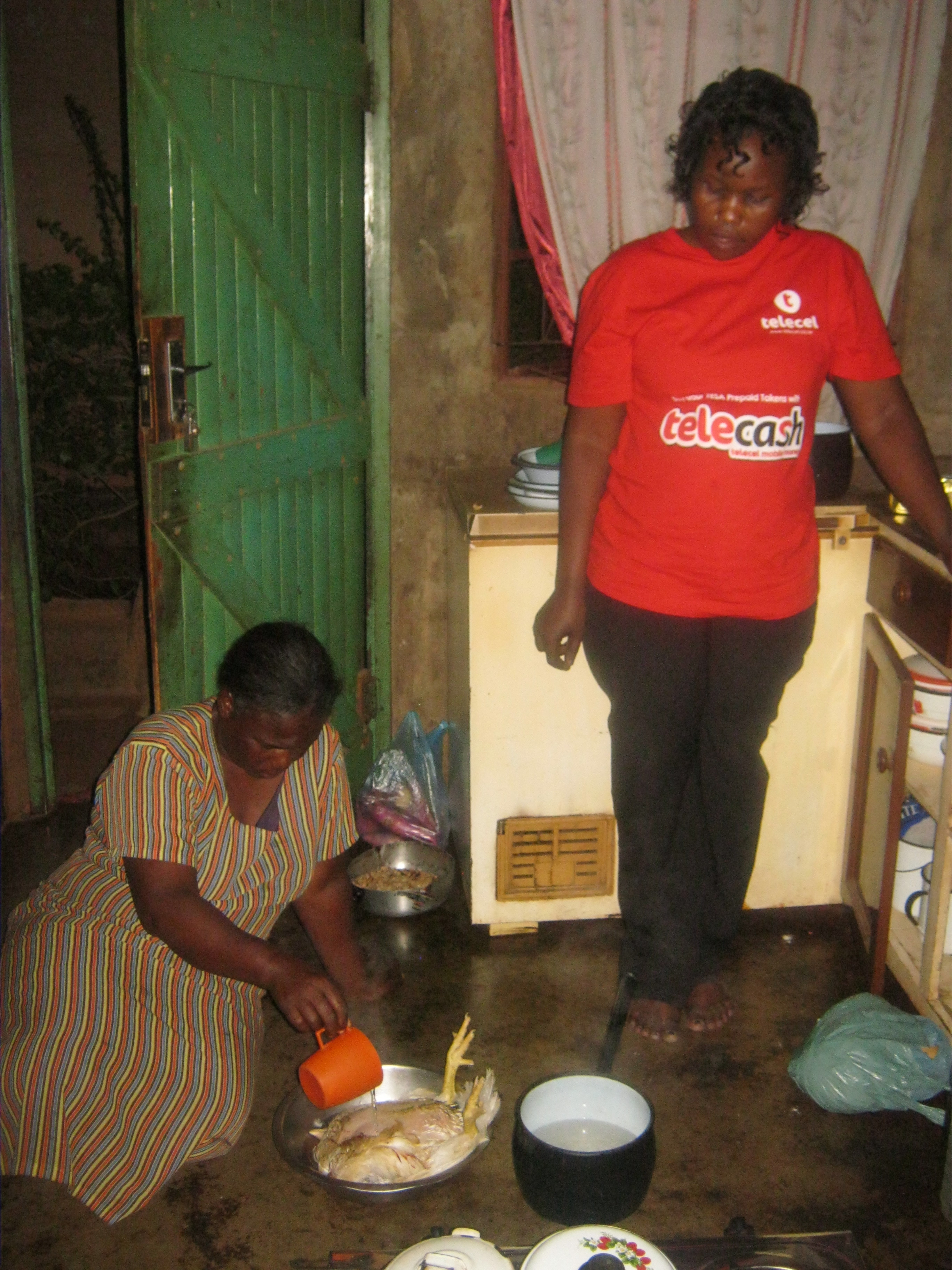
Processo chiamato kataura attraverso cui il pollo viene spennato con l'utilizzo di acqua bollente
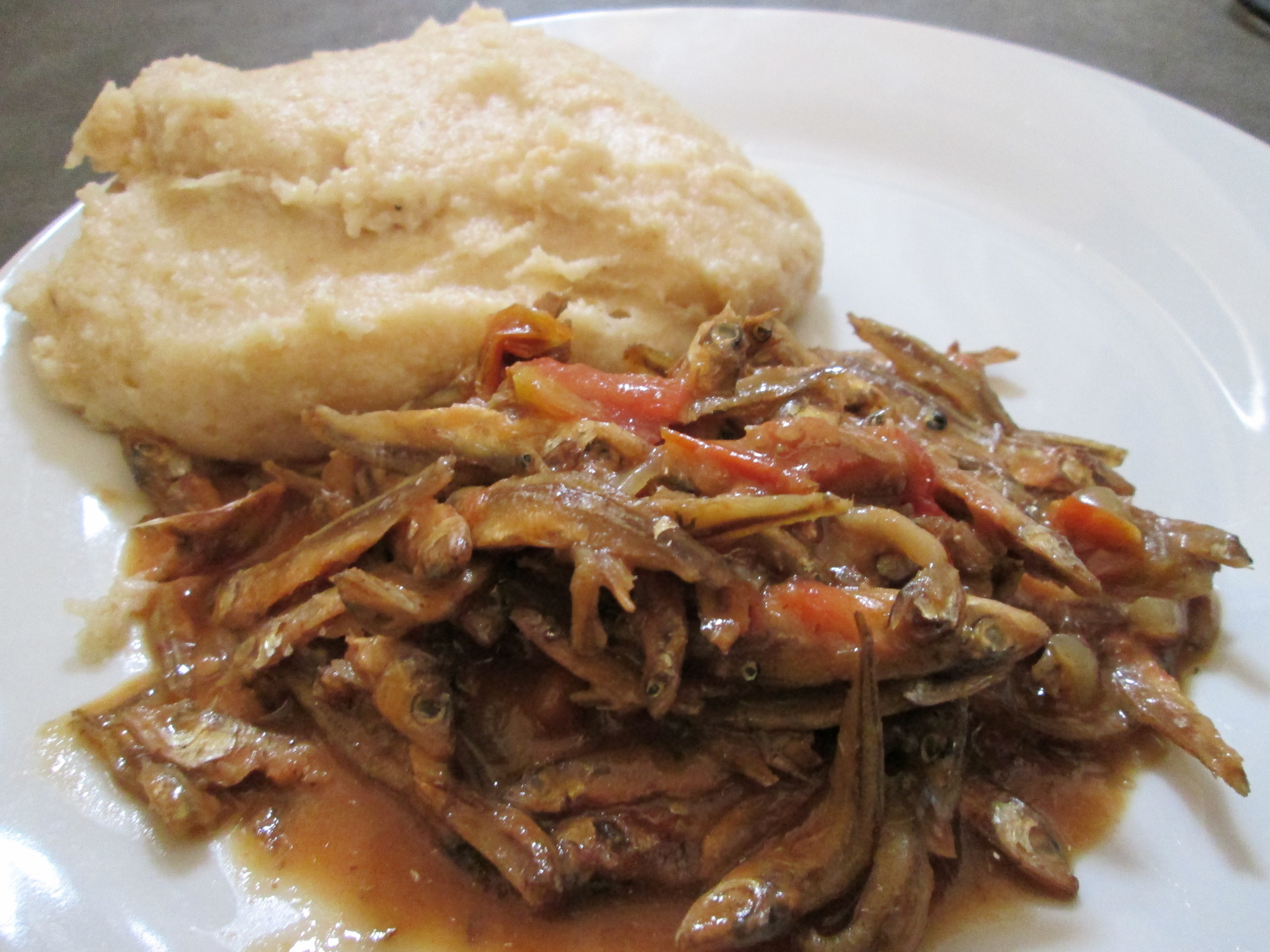
Kapenta con sadza
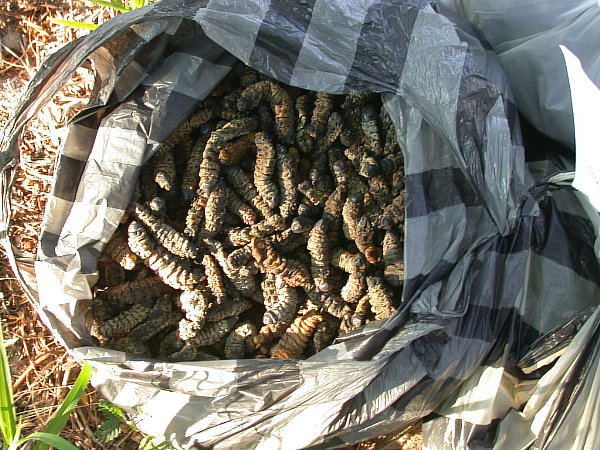
Vermi mopani appena raccolti
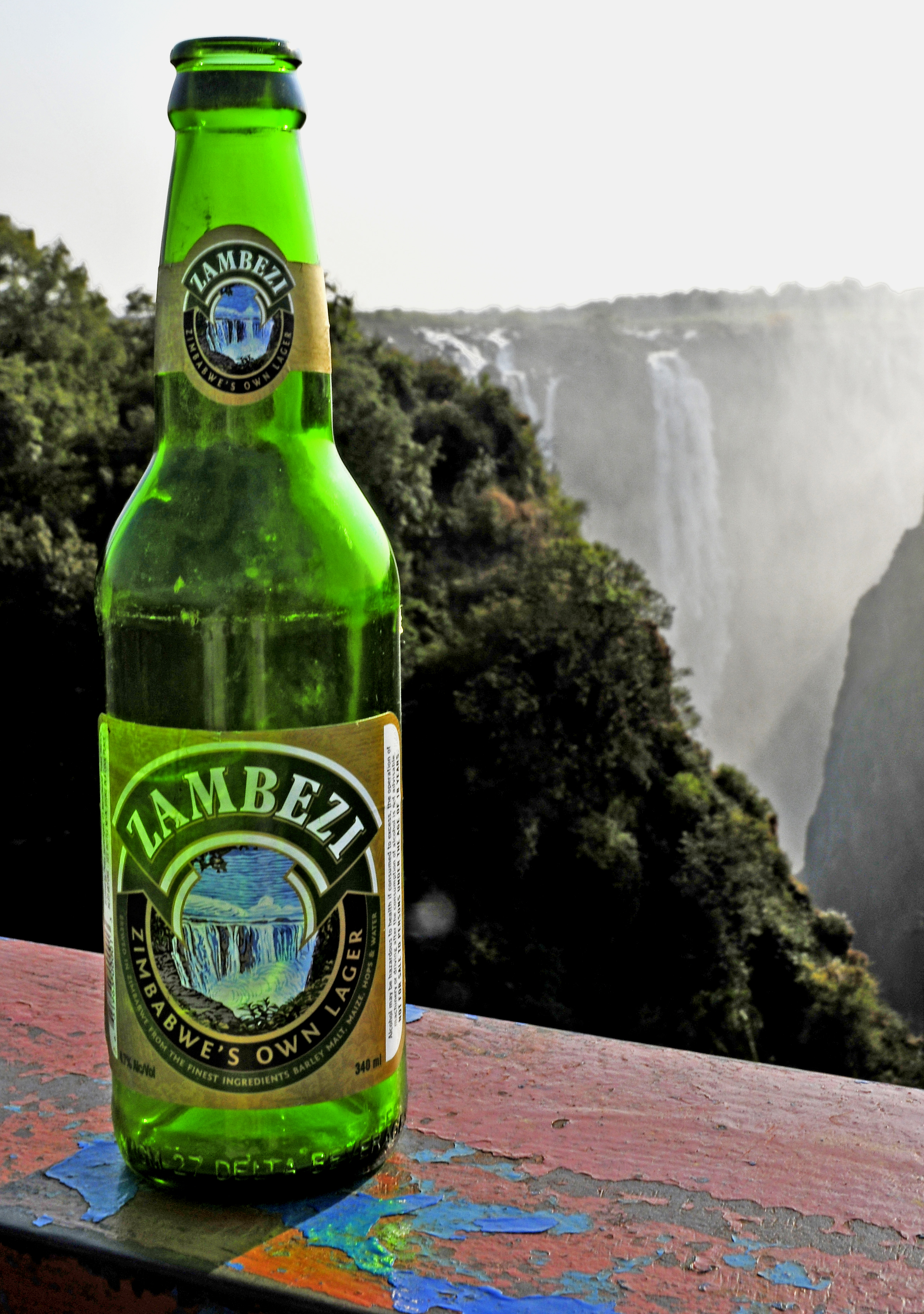
Birra Lager Zambezi